# Emma Hayes
Emma Hayes (Camden, Londres, Inglaterra; 18 de octubre de 1976) es una entrenadora de fútbol profesional británica. Dirige a la Selección femenina de los Estados Unidos. Se consagró como una de las mejores entrenadoras del fútbol femenino gracias a su período de 12 años con el Chelsea, en el que ganó la Women's Super League siete veces incluyendo una racha de cinco títulos de liga seguidos de 2019-20 a 2023-24.

## Carrera
Originaria de Camden, Londres, estudió en la Liverpool Hope University, se graduó en 1999, fue entrenadora del Long Island Lady Riders entre 2001 y 2003, entrenadora de fútbol femenino en el Iona College de New Rochelle entre 2003 y 2006, y entrenadora asistente y directora de academia del Arsenal Ladies entre 2006 y 2008.
Hayes comenzó a dirigir al Chelsea Femenino en agosto de 2012, reemplazando a Matt Beard, que se dirigió al Liverpool.

### 2015
Luego de perder el título de la FA WSL de 2014 en la final, Hayes hizo una gran revisión del equipo, incorporando nuevas jugadoras. La portera sueca Hedvig Lindahl y la mediocampista de Inglaterra Millie Bright fueron las nuevas incorporaciones.[cita requerida] Marija Banušić, Gemma Davison y Niamh Fahey también se unieron al Chelsea, llegando desde Kristianstads, Liverpool Ladies y Arsenal Ladies respectivamente.[cita requerida] Más tarde en la temporada, Hayes logró concretar el fichaje de Fran Kirby por una tarifa récord.[cita requerida] Con los agonizantes recuerdos de la derrota en la final todavía frescos en la memoria, Hayes llevó al Chelsea a conseguir un histórico doblete de liga y copa, ganando la final de la Copa FA gracias a un solo gol de Ji So-yun al finalizar la primera mitad.[cita requerida] Más tarde en la temporada, el equipo tuvo su revancha y se alzó con el título de la FA WSL, luego de vencer al Sunderland 4-0.[cita requerida]
En la Champions League, el conjunto de Hayes llegó a octavos de final tras derrotar al Glasgow City. Después de su derrota de local por 2-1 ante el VfL Wolfsburgo, Hayes criticó a la Asociación Inglesa de Fútbol por la mala programación de los partidos e insistió en que la competición «está orientada a equipos franceses, alemanes y suecos, y hasta que cambiemos eso o escuchemos a clubes como el Chelsea, siempre vamos a quedar eliminados en las primeras rondas».

### 2016
El equipo de Hayes terminó segundo en la FA WSL de 2016, cinco puntos por debajo del campeón Manchester City.[cita requerida] Las "azules" también llegaron a la final de la Copa FA por segundo año consecutivo, perdiendo 1-0 ante un fuerte Arsenal.[cita requerida]
Hayes fue nombrada miembro de la Orden del Imperio Británico (MBE) en 2016 por sus servicios al fútbol.

### 2017
Con la ayuda de nuevas incorporaciones como Ramona Bachmann, Maren Mjelde, Erin Cuthbert y Crystal Dunn, Emma Hayes puso al Chelsea en primer lugar por diferencia de goles, en la liga de transición Spring Series.
El equipo también jugó la Copa de la FA y llegó a la semifinal, pero fue eliminado por el Birmingham City en los penales.[cita requerida]

## Estadísticas como entrenadora

#### Clubes
| Equipo                      | Div.       | Temporada  | Liga | Liga | Liga | Liga | Liga |    | Copa | Copa | Copa | Copa |    | Internacional | Internacional | Internacional | Internacional | Internacional |   | Otros | Otros | Otros | Otros |    | Totales     | Totales | Totales | Totales | Totales | Totales | Totales | Totales |
| Equipo                      | Div.       | Temporada  | PD   | G    | E    | P    | Pos. | PD | G    | E    | P    | PD   | G  | E             | P             | Pos.          | PD            | G             | E | P     | PD    | G     | E     | P  | Rendimiento | GF      | GC      | Dif.    |         |         |         |         |
| --------------------------- | ---------- | ---------- | ---- | ---- | ---- | ---- | ---- | -- | ---- | ---- | ---- | ---- | -- | ------------- | ------------- | ------------- | ------------- | ------------- | - | ----- | ----- | ----- | ----- | -- | ----------- | ------- | ------- | ------- | ------- | ------- | ------- | ------- |
| Chelsea Femenino Inglaterra | 1.ª        | 2012       | 5    | 2    | 0    | 3    | 6.º  | -  | -    | -    | -    | -    | -  | -             | -             | -             | -             | -             | - | -     | 5     | 2     | 0     | 3  | 40%         | 5       | 6       | -1      |         |         |         |         |
| Chelsea Femenino Inglaterra | 1.ª        | 2013       | 14   | 3    | 1    | 10   | 7.º  | 4  | 0    | 1    | 3    | -    | -  | -             | -             | -             | -             | -             | - | -     | 18    | 3     | 2     | 13 | 20.37%      | 22      | 35      | -13     |         |         |         |         |
| Chelsea Femenino Inglaterra | 1.ª        | 2014       | 14   | 8    | 2    | 4    | 2.º  | 9  | 6    | 0    | 3    | -    | -  | -             | -             | -             | -             | -             | - | -     | 23    | 14    | 2     | 7  | 63.77%      | 55      | 29      | +26     |         |         |         |         |
| Chelsea Femenino Inglaterra | 1.ª        | 2015       | 14   | 10   | 2    | 2    | 1.º  | 10 | 8    | 0    | 2    | 4    | 2  | 0             | 2             | 1/8           | -             | -             | - | -     | 28    | 20    | 2     | 6  | 73.81%      | 65      | 20      | +45     |         |         |         |         |
| Chelsea Femenino Inglaterra | 1.ª        | 2016       | 16   | 12   | 1    | 3    | 2.º  | 5  | 3    | 1    | 1    | 2    | 0  | 1             | 1             | 1/16          | -             | -             | - | -     | 23    | 15    | 3     | 5  | 69.57%      | 58      | 27      | +31     |         |         |         |         |
| Chelsea Femenino Inglaterra | 1.ª        | 2017       | 8    | 6    | 1    | 1    | 1.º  | 3  | 2    | 1    | 0    | -    | -  | -             | -             | -             | -             | -             | - | -     | 11    | 8     | 2     | 1  | 78.79%      | 45      | 5       | +40     |         |         |         |         |
| Chelsea Femenino Inglaterra | 1.ª        | 2017-18    | 18   | 13   | 5    | 0    | 1.º  | 11 | 10   | 0    | 1    | 8    | 5  | 0             | 3             | 1/2           | -             | -             | - | -     | 37    | 28    | 5     | 4  | 80.18%      | 102     | 26      | +76     |         |         |         |         |
| Chelsea Femenino Inglaterra | 1.ª        | 2018-19    | 20   | 12   | 6    | 2    | 3.º  | 11 | 9    | 0    | 2    | 8    | 5  | 1             | 2             | 1/2           | -             | -             | - | -     | 39    | 26    | 7     | 6  | 72.65%      | 104     | 24      | +80     |         |         |         |         |
| Chelsea Femenino Inglaterra | 1.ª        | 2019-20    | 15   | 12   | 3    | 0    | 1.º  | 11 | 9    | 1    | 1    | -    | -  | -             | -             | -             | -             | -             | - | -     | 26    | 21    | 4     | 1  | 85.9%       | 72      | 18      | +54     |         |         |         |         |
| Chelsea Femenino Inglaterra | 1.ª        | 2020-21    | 22   | 18   | 3    | 1    | 1.º  | 10 | 10   | 0    | 0    | 9    | 6  | 1             | 2             | 2.º           | 1             | 1             | 0 | 0     | 42    | 35    | 4     | 3  | 86.5%       | 132     | 22      | +110    |         |         |         |         |
| Chelsea Femenino Inglaterra | 1.ª        | 2021-22    | 22   | 18   | 2    | 2    | 1.º  | 8  | 7    | 0    | 1    | 6    | 3  | 2             | 1             | FG            | -             | -             | - | -     | 36    | 28    | 4     | 4  | 81.48%      | 103     | 28      | +75     |         |         |         |         |
| Chelsea Femenino Inglaterra | 1.ª        | 2022-23    | 22   | 19   | 1    | 2    | 1.º  | 8  | 7    | 0    | 1    | 10   | 6  | 2             | 2             | 1/2           | -             | -             | - | -     | 40    | 32    | 3     | 5  | 82.5%       | 109     | 27      | +82     |         |         |         |         |
| Chelsea Femenino Inglaterra | 1.ª        | 2023-24    | 22   | 18   | 1    | 3    | 1.º  | 7  | 5    | 0    | 2    | 10   | 6  | 3             | 1             | 1/2           | -             | -             | - | -     | 39    | 29    | 4     | 6  | 77.78%      | 103     | 30      | +73     |         |         |         |         |
| Total club                  | Total club | Total club | 212  | 151  | 28   | 33   | -    | 97 | 76   | 4    | 17   | 57   | 33 | 10            | 14            | -             | 1             | 1             | 0 | 0     | 367   | 261   | 42    | 64 | 74.93%      | 975     | 297     | +658    |         |         |         |         |
| 1. 2. 3.                    |            |            |      |      |      |      |      |    |      |      |      |      |    |               |               |               |               |               |   |       |       |       |       |    |             |         |         |         |         |         |         |         |

#### Selección
| Estados Unidos Femenina | 2024-25             | 3   | 2   | 0  | 1  | 2.º | -  | -  | - | -  | 6  | 6  | 0  | 0  | 1.º | 16 | 13 | 2 | 1 | 25  | 21  | 2  | 2  | 86.67% | 57   | 10  | +47  |
| Estados Unidos Femenina | 2025-26             | -   | -   | -  | -  | -   | -  | -  | - | -  | -  | -  | -  | -  | -   | 0  | 0  | 0 | 0 | 0   | 0   | 0  | 0  | 0%     | 0    | 0   | +0   |
| Total selección         | Total selección     | 3   | 2   | 0  | 1  | -   | 0  | 0  | 0 | 0  | 6  | 6  | 0  | 0  | -   | 16 | 13 | 2 | 1 | 25  | 21  | 2  | 2  | 86.67% | 57   | 10  | +47  |
| Total en su carrera     | Total en su carrera | 215 | 153 | 28 | 34 | -   | 97 | 76 | 4 | 17 | 63 | 39 | 10 | 14 | -   | 17 | 14 | 2 | 1 | 392 | 282 | 44 | 66 | 75.68% | 1032 | 307 | +705 |

### Resumen por competiciones
| Competición                           | Partidos | Ganados | Empatados | Perdidos | Ganados % |
| Clubes                                | Clubes   | Clubes  | Clubes    | Clubes   | Clubes    |
| ------------------------------------- | -------- | ------- | --------- | -------- | --------- |
| Women's Super League                  | 212      | 151     | 28        | 33       | 75.63%    |
| Women's FA Cup                        | 46       | 39      | 1         | 6        | 85.5%     |
| FA Women's League Cup                 | 51       | 37      | 3         | 11       | 74.51%    |
| Women's FA Community Shield           | 1        | 1       | 0         | 0        | 100%      |
| Liga de Campeones Femenina de la UEFA | 57       | 33      | 10        | 14       | 63.74%    |
| Total clubes                          | 367      | 261     | 42        | 64       | 74.93%    |
| Selección                             |          |         |           |          |           |
| Copa de Oro                           | 0        | 0       | 0         | 0        | 0%        |
| Copa SheBelieves                      | 3        | 2       | 0         | 1        | 66.67%    |
| Campeonato Femenino                   | 0        | 0       | 0         | 0        | 0%        |
| Mundial                               | 0        | 0       | 0         | 0        | 0%        |
| Juegos Olímpicos                      | 6        | 6       | 0         | 0        | 100%      |
| Amistosos                             | 16       | 13      | 2         | 1        | 85.42%    |
| Total selección                       | 25       | 21      | 2         | 2        | 86.67%    |
| Total en su carrera                   | 392      | 282     | 44        | 66       | 75.68%    |

## Palmarés como entrenadora

### Campeonatos nacionales
| Título                      | Club          | País       | Año     |
| --------------------------- | ------------- | ---------- | ------- |
| Women's FA Cup              | Chelsea F. C. | Inglaterra | 2014-15 |
| FA Women's Super League     | Chelsea F. C. | Inglaterra | 2015    |
| FA WSL Spring Series        | Chelsea F. C. | Inglaterra | 2017    |
| FA Women's Super League     | Chelsea F. C. | Inglaterra | 2017-18 |
| Women's FA Cup              | Chelsea F. C. | Inglaterra | 2017-18 |
| FA Women's Super League     | Chelsea F. C. | Inglaterra | 2019-20 |
| FA Women's League Cup       | Chelsea F. C. | Inglaterra | 2019-20 |
| FA Women's Community Shield | Chelsea F. C. | Inglaterra | 2020    |
| FA Women's League Cup       | Chelsea F. C. | Inglaterra | 2020-21 |
| Women's FA Cup              | Chelsea F. C. | Inglaterra | 2020-21 |
| FA Women's Super League     | Chelsea F. C. | Inglaterra | 2020-21 |
| FA Women's Super League     | Chelsea F. C. | Inglaterra | 2021-22 |
| Women's FA Cup              | Chelsea F. C. | Inglaterra | 2021-22 |
| Women's FA Cup              | Chelsea F. C. | Inglaterra | 2022-23 |
| FA Women's Super League     | Chelsea F. C. | Inglaterra | 2022-23 |
| FA Women's Super League     | Chelsea F. C. | Inglaterra | 2023-24 |

### Campeonatos internacionales
| Título                                                          | Equipo                                   | Sede  | Año  |
| --------------------------------------------------------------- | ---------------------------------------- | ----- | ---- |
| Torneo femenino de fútbol en los Juegos Olímpicos de París 2024 | Selección femenina de los Estados Unidos | Paris | 2024 |

### Distinciones individuales
| Distinción                        | Año                                                            |
| --------------------------------- | -------------------------------------------------------------- |
| The Best FIFA Football Coach      | 2021                                                           |
| Entrenadora de la FA WSL del Año  | 2015, 2018, 2020, 2021, 2022                                   |
| Entrenadora de la FA WSL del Mes  | Octubre 2019, enero 2020, febrero 2020, enero 2021, marzo 2022 |
| Women's Super League Hall of Fame | 2021                                                           |
| Trofeo Johan Cruyff               | 2024                                                           |

### Distinciones honoríficas
| Distinción                                | Año  |
| ----------------------------------------- | ---- |
| Miembro de la Orden del Imperio Británico | 2016 |
| Oficial de la Orden del Imperio Británico | 2022 |